# 영상인류학
영상인류학 또는 시각인류학(Visual anthropology)은 부분적으로 민족지 사진, 영화, 그리고 1990년대 중반 이후 뉴미디어의 연구 및 제작과 관련된 사회인류학의 하위 분야이다. 최근에는 과학 및 시각 문화 역사가들이 이 용어를 사용했다. 때로는 민족지적 영화와 잘못 혼동되기도 하지만, 영상인류학은 춤과 기타 종류의 공연, 박물관 및 보관, 모든 시각 예술, 대중 매체의 제작 및 수용과 같은 모든 시각적 표현에 대한 인류학적 연구를 포함하여 훨씬 더 많은 것을 포괄한다. 다양한 문화의 표현에 대한 역사와 분석은 영상인류학의 일부이다. 연구 주제에는 모래 그림, 문신, 조각 및 부조, 동굴 벽화, 스크림 쇼, 보석, 상형 문자, 그림 및 사진이 포함된다. 또한 하위 분야 영역 내에서는 인간의 비전, 미디어의 속성, 시각적 형태와 기능의 관계, 시각적 표현의 적용 및 공동 사용에 대한 연구가 있다.
멀티모달 인류학(Multimodal anthropology)은 몰입형 가상 현실, 증강 현실, 모바일 앱, 소셜 네트워킹, 게임, 영화, 사진 및 예술과 같은 신기술이 인류학 연구, 실습 및 교육을 어떻게 재편하고 있는지를 고려하는 하위 분야의 최신 전환을 설명한다.

## 같이 보기
- 에스노픽션
- 그레고리 베이트슨